# أكاديميات إسبانية في العصر الذهبي الإسباني
كانت الأكاديميات الأدبية في العصر الإسباني الذهبي عبارة عن تجمعات الأدباء في منازل الأرستقراطيين وتحت حمايتهم، على غرار نموذج عصر النهضة، أي" رابطة لرجال الأدب تشكلت من أجل تربيتهم وتقدمهم" وللإشارة إلى تجمعات مثل ذلك التي عقدها جوليانو و لورينزو دي ميدستشي (والتي حضرها بالتاساردي كاستيغليوني و مارسيلو وفيسينو و بيترو بيمبو وغيرهم). الإسبان خلطوا موضوعات أدبية وإنسانية، مرتجلين خطب شعرية أو بناءًا على اقتراح مقدم من صاحب الدعوة أو أحد ضيوفه الكرام والجائعين. لديهم سوابقهم في أواخر القرن السادس عشر واستمرت حتي القرن السابع عشر. لوبيرسو ليوناردو دي أرخينسولا ، من المفترض أنه عضو في أكاديمية لوس أنهيلانتس في سرقسطة، حدد هدفه مستخدمًا هذه الكلمات:هو أن تصنع حلوى من مهن متعددة، ليست فضه ولا عسر هضم، كما يقول أوفيد، بل هي من الحلوى ذات الرائحة العطرة، التي ينصح الأطباء باستخدامها في وقت الطاعون، الطاعون هو الجهل والكسل... نحن في هذه المبارزات والمحادثات كلنا سادة وتلاميذ، كلنا نأمر وكلنا نطيع، نتواصل في المهن المختلفه ويأخذ كل واحد ما يحتاج إليه لمهنته.
من بين الاكثر تميزًا ما يلي: اكاديميه  نوكتورنيس الفالنسية التي تم الاحتفاظ بمحاضرها مكونات ونصوص شعريه التي تمت قرائتها.
في مدريد يجب الاستشهاد  بأكاديمية سيلباخي، تم اغلاقها عام ١٦١٢، وأكاديميه مانتوانا، وقبلها قرأ لوبي دي فيجا فنه الجديد لصنع الكوميديا، وأكاديمية بوين ريتيرو، التي جمعت لفيليب الرابع في عام ١٦٣٧, واكاديميه يونيفرسال (تأسست عام ١٧٣٥)، واكاديميه بوين جوستو(بداية عام ١٧٤٩)، وفي القرن التاسع عشر، يمكن الاستشهاد بأكاديمية ميرتو، التي اسسها خوسيه اسبرونثيدا عام ١٨٢٣.
في أراجون نجد أكاديمية لوس انهيلانتس التي يرأسها بالتيار اندريس دي أوستارروز. علاوة على ذلك، أكاديمية بيتما لمكافحة الكسل، التي أسستها كونتيسا هيريل و جيميرا في التاسع من شهر يونيو عام ١٦٠٨ في سرقسطة، في كتالونيا، ذُكرت في برشلونة أكاديمية المشبوهين (المرتابين)، وأكاديمية برشلونة للآداب والفنون الجميلة.
تشمل الأكاديميات الأندلسية: في إشبيليه، التي كانت تجتمع في منزل الشاعر والموسيقي خوان دي ارجوخو(بجوار بيت الياسوعيين المعلن). وأكاديمية إشبيليه الحقيقية للآداب والفنون الجميلة التي كانت تجتمع في منزل بيلاتوس، تحت رعايه ماركيز طريفة، وفي غرناطه أكاديمية تريبودي.
وبعيدًا عن شبه الجزيرة: كانت أكاديمية الخمول التي أنشأها بيدرو فرنانديز دي كاسترو و اندرادي السابع ، الكوندي السابع ديليبوس بارزة في نابولي، وحضرها شخصيات مثل كيبيدو او كوندي دي فييامديانا. و في روما، الي تم إنشاؤها في عام ١٦٩٠ ، أكاديمية أركاديس. وفي بيرو، اجتمعت أكاديمية انتارتيكا في ليما ملال العقد الأخير من القرن السادس عشر والعقد الأول من القرن السابع عشر.